# Jekatěrina Svanidzeová
Jekatěrina Semjonovna „Kato“ Svanidzeová (gruzínsky ეკატერინე სვანიძე, rusky Екатерина Сeмëнoвнa Cвaнидзe; 2. dubna 1885, Tbilisi – 5. prosince 1907 tamtéž) byla první manželka Josifa Stalina (tehdy Džugašviliho) a matka jeho syna Jakova.

## Životopis
Narodila se do rodiny zchudlého šlechtice, který pracoval jako železničář. Ona sama později pracovala jako pomocná dělnice, pradlena a švadlena.
V roce 1904 potkala revolucionáře Josefa Džugašviliho (později Josifa Stalina), kterého si o dva roky později vzala. Svatba proběhla v tbiliském chrámu sv. Davida. Oddávajícím[zdroj?] byl pozdější bolševik Michail Cchakaja.
Roku 1907 porodila syna Jakova, ale tentýž rok 5. prosince zemřela na tuberkulózu (jiné zdroje uvádějí za příčinu smrti břišní tyfus).
Ve třicátých letech 20. století byli její bratr Alexandr a sestra Marie zastřeleni.

## Pohřeb a reakce Stalina
Rudolf Ströbinger popisuje okolnosti pohřbu takto:
Jekatěrina Džugašviliová byla pochována podle pravoslavného ritu. Stalin doprovázel její rakev a byl hluboce dojat. Po skončení obřadu se sešel u hřbitovní brány s Iremašvilim. Vzal ho za ruku a trpce řekl: "Byl to jediný člověk, který obměkčil mé kamenné srdce. Nyní je mrtvá a s ní zemřel můj poslední vřelý cit k lidstvu." Poté si sáhl na srdce a prý řekl: "Tam je vše tak pusté, tak neskonale prázdné." Bylo to pravděpodobně naposled, co Stalin promluvil jako člověk.